# دونالد غوردون (رجل أعمال)
دونالد غوردون هو شخصية أعمال كندي، ولد في 11 ديسمبر 1901 في Oldmeldrum ‏ في المملكة المتحدة، وتوفي في 2 مايو 1969 في مونتريال في كندا.